# Corera
Corera és un municipi de la Rioja, a la regió de la Rioja Mitjana. El 2020 tenia 256 habitants.